# Channel Zero (serie de televisión)
Channel Zero es una serie de televisión de antología de terror estadounidense creada por Nick Antosca. La serie obtuvo luz verde para dos tandas de seis episodios, con temporadas autoconclusivas, para ser emitidas en otoño de 2016 y el otoño de 2017 en Syfy. Las líneas argumentales de la serie se basan en creepypastas populares. El 9 de febrero de 2017, Syfy renovó la serie para una tercera y una cuarta temporada.
La primera entrega, basada en Candle Cove de Kris Straub, está protagonizada por Paul Schneider y Fiona Shaw y fue dirigida por Craig William Macneill. La serie se estrenó el 11 de octubre de 2016. La segunda temporada de Channel Zero está basada en La casa sin fin de Brian Russell y es dirigida por Steven Piet, y se estrenó el 20 de septiembre de 2017. La tercera temporada de Channel Zero, se basa en Búsqueda y Rescate en el Bosque de Kerry Hammond y fue dirigida por Arkasha Stevenson. La temporada se estrenó el 7 de febrero de 2018. La cuarta temporada de Channel Zero, se basa en La Puerta oculta de Charlotte Bywater y está dirigida por E. L. Katz. La temporada se estrenó por seis días consecutivos a partir del 26 de octubre de 2018 y finalizado el 31 de octubre de 2018, emitiéndose en vísperas de Halloween.
El 16 de enero de 2019, después de cuatro temporadas, el canal Syfy canceló la serie Channel Zero. El mismo director de la serie Nick Antosca comunicó la noticia a través de su cuenta de Instagram.

## Argumento

### Candle Cove(2016)
El psicólogo Mike Pintor (Paul Schneider) regresa a su casa de la infancia en una pequeña ciudad para investigar la misteriosa desaparición de su hermano gemelo y de un grupo de niños en el año 1988, y de cómo estos sucesos están conectados con la extraña serie televisiva que veían los niños de la ciudad y que se emitió al mismo tiempo que las desapariciones.

### No-End House(2017)
Una joven llamada Margot Sleator (Amy Forsyth) visita «La casa sin fin», una extraña casa de los horrores que consta de una serie de habitaciones consecutivas cada cual más perturbadora que la anterior. Cuándo regresa a casa, Margot se da cuenta de que todo ha cambiado.

### Butcher's Block(2018)
Una joven llamada Alice Woods (Olivia Luccardi) se muda junto a su hermana Zoe Woods (Holland Roden) a una ciudad con muchas desapariciones y tras descubrir que pueden estar conectadas con un rumor desconcertante sobre canibalismo y un mito urbano sobre "Escaleras en el bosque", ella y su hermana se proponen descubrir qué está atacando a los residentes de la ciudad.

### The Dream Door(2018)
Los recién casados Jillian (Maria Sten) y Tom (Brandon Scott) arrastran secretos a su matrimonio. Cuando descubren una extraña puerta en su sótano, esos secretos comienzan a interferir en su relación y sus vidas.

## Reparto y personajes

### Candle Cove (2016)
- Paul Schneider como Mike Pintor.
- Fiona Shaw como Marla Pintor.
- Luisa D'Oliveira como Amy Welch.
- Natalie Brown como Jessica Yolen.
- Shaun Benson como Gary Yolen.

### No-End House (2017)
- Amy Forsyth como Margot Sleator.
- John Carroll Lynch como John Sleator.
- Aisha Dee como Jules.
- Kyla Kane como Allison Koja.
- Jeff Ward como Seth Marlowe.
- Mackenzie Foy como Sam.
- Seamus Patterson como J.D.

### Butcher's Block (2018)
- Brandon Scott como Luke Vanczyk.
- Holland Roden como Zoe Woods.
- Olivia Luccardi como Alice Woods.[12]
- Rutger Hauer como Joseph Peach.
- Diana Bentley como Edie Peach.
- Andreas Apergis como Robert Peach.
- Krisha Fairchild como Louise Lispector.

### The Dream Door (2018)
- Brandon Scott como Tom Hodgson.
- Maria Sten como Jillian Hope Hodgson.
- Steven Robertson como Ian.
- Barbara Crampton como Vanessa Moss.
- Gregg Henry como Bill Hope.
- Greg Bryk como Detective McPhillips.
- Troy James como Pretzel Jack.
- Diana Bentley como Sarah Winters.
- Steven Weber como Abel Carnacki.

## Episodios
| Temporada | Temporada | Título          | Episodios | Episodios | Emisión original         | Emisión original        |
| Temporada | Temporada | Título          | Episodios | Episodios | Primera emisión          | Última emisión          |
| --------- | --------- | --------------- | --------- | --------- | ------------------------ | ----------------------- |
|           | 1         | Candle Cove     | 6         | 6         | 11 de octubre de 2016    | 15 de noviembre de 2016 |
|           | 2         | No-End House    | 6         | 6         | 20 de septiembre de 2017 | 25 de octubre de 2017   |
|           | 3         | Butcher's Block | 6         | 6         | 7 de febrero de 2018     | 4 de marzo de 2018      |
|           | 4         | The Dream Door  | 6         | 6         | 26 de octubre de 2018    | 31 de octubre de 2018   |

### Primera temporada:Candle Cove(2016)
| N.º en serie | N.º en temp. | Título                                                    | Dirigido por           | Escrito por                               | Fecha de emisión original | Audiencia (millones) |
| --- | ------------ | --------------------------------------------------------- | ---------------------- | ----------------------------------------- | ------------------------- | -------------------- |
| 1 | 1            | «You Have to Go Inside» «Tienes que ir dentro»            | Craig William Macneill | Nick Antosca                              | 11 de octubre de 2016     | 0,761                |
| La vuelta de un extraño programa de televisión de los 80 coincide con la desaparición de un niño en el día del estreno de la serie lo que lleva a un psicólogo infantil a investigar una serie de asesinatos de niños en 1988 entre los que se encontraba su hermano gemelo. |              |                                                           |                        |                                           |                           |                      |
| 2 | 2            | «I'll Hold Your Hand» «Yo te cogeré de la mano»           | Craig William Macneill | Don Mancini y Nick Antosca                | 18 de octubre de 2016     | 0,626                |
| Maril accede a ayudar a Mike en la investigación de los asesinatos. Marla se horroriza al descubrir un secreto sobre lo que pasó en 1988 que había sido mantenido en secreto hasta ahora.                                                                                    |              |                                                           |                        |                                           |                           |                      |
| 3 | 3            | «Want to See Something Cool?» «¿Quieres ver algo genial?» | Craig William Macneill | Harley Peyton                             | 25 de octubre de 2016     | 0,552                |
| Mike tiene que convencer a Gary de que Candle Cove está causando los asesinatos antes de que se tome la justicia por su mano. Marla, Jessica y Amy buscan frenéticamente a Mike antes de que sea demasiado tarde.                                                            |              |                                                           |                        |                                           |                           |                      |
| 4 | 4            | «A Strange Vessel» «Un buque extraño»                     | Craig William Macneill | Erica Saleh y Nick Antosca                | 1 de noviembre de 2016    | 0,465                |
| Lily, la hija de Mike llega misteriosamente a Iron Hill llevando a más información sobre los asesinatos de 1988. Mike y Jessica toman medidas drásticas para superar el pasado y proteger a Lily de Candle Cove.                                                             |              |                                                           |                        |                                           |                           |                      |
| 5 | 5            | «Guest of Honor» «Invitado de honor»                      | Craig William Macneill | Katie Gruel y Mallory Westfall            | 8 de noviembre de 2016    | 0,435                |
| Mike y Amy descubren que el creador de Candle Cove no es quien creían. Un brutal asesinato sorprende a la policía de Iron Hill |              |                                                           |                        |                                           |                           |                      |
| 6 | 6            | «Welcome Home» «Bienvenido a casa»                        | Craig William Macneill | Nick Antosca, Harley Peyton y Don Mancini | 15 de noviembre de 2016   | 0,421                |
| Después de que Candle Cove afectara a Lily, Mike se pone en peligro para salvar a su hija y enfrentarse a su atormentador. Marla tiene que tomar una decisión imposible. |              |                                                           |                        |                                           |                           |                      |

### Segunda temporada:No-End House(2017)
| N.º en serie | N.º en temp. | Título                                                | Dirigido por | Escrito por                      | Fecha de emisión original | Audiencia (millones) |
| --- | ------------ | ----------------------------------------------------- | ------------ | -------------------------------- | ------------------------- | -------------------- |
| 7 | 1            | «This Isn't Real» «No es real»                        | Steven Piet  | Nick Antosca                     | 20 de septiembre de 2017  | 0,39                 |
| Cuatro amigos descubren que la casa sin fin es más que una casa encantada cuando tienen que enfrentarse a horrores extraños y personales en cada habitación.                                                                         |              |                                                       |              |                                  |                           |                      |
| 8 | 2            | «Nice Neighborhood» «Bonito vecindario»               | Steven Piet  | Harley Peyton y Mallory Westfall | 27 de septiembre de 2017  | 0,38                 |
| Margot y Jules tienen que lidiar con la presencia de El Padre mientras Seth y JT siguen cada uno sus aterradores caminos. Dylan está en una misión secreta para encontrar a alguien cercano a él.                                    |              |                                                       |              |                                  |                           |                      |
| 9 | 3            | «Beware the Cannibals» «Ten cuidado de los caníbales» | Steven Piet  | Don Mancini y Erica Saleh        | 4 de octubre de 2017      | 0,41                 |
| Margot huye de El Pade con la ayuda de Jules, Seth y JT. Dylan intenta desprogramar a Lacey. Jules cae bajo los efectos de una influencia siniestra.                                                                                 |              |                                                       |              |                                  |                           |                      |
| 10 | 4            | «The Exit» «La salida»                                | Steven Piet  | Nick Antosca y Katie Gruel       | 11 de octubre de 2017     | 0,48                 |
| El grupo se enfrenta a la parte más peligrosa del mundo de la Casa mientras buscan la salida. Con El Padre persiguiéndoles y sorprendentes descubrimientos sobre cada uno del grupo la tensión dentro del grupo comienza a aumentar. |              |                                                       |              |                                  |                           |                      |
| 11 | 5            | «The Damage» «El daño»                                | Steven Piet  | Harley Peyton y Lisa Long        | 18 de octubre de 2017     | 0,41                 |
| Margot, Jules y Seth se enfrentan a un nuevo horror mientras El Padre causa estragos en el mundo real. |              |                                                       |              |                                  |                           |                      |
| 12 | 6            | «The Hollow Girl» «La chica vacía»                    | Steven Piet  | Nick Antosca y Angel Varak-Iglar | 25 de octubre de 2017     | 0,37                 |
| Jules vuelve a entrar en la Casa sin Fin para rescatar a Margot y juntas deben lidiar con Seth y El Padre para escapar antes de que sea demasiado tarde.                                                                             |              |                                                       |              |                                  |                           |                      |

### Tercera temporada:Butcher's Block(2018)
| N.º en serie | N.º en temp. | Título                                                        | Dirigido por      | Escrito por                                         | Fecha de emisión original | Audiencia (millones) |
| --- | ------------ | ------------------------------------------------------------- | ----------------- | --------------------------------------------------- | ------------------------- | -------------------- |
| 13 | 1            | «Insidious Onset» «Comienzo insidioso»                        | Arkasha Stevenson | Nick Antosca                                        | 7 de febrero de 2018      | 0,38                 |
| Alice y su hermana Zoe se mudan a una nueva ciudad, dónde descubren la existencia misteriosa de un parque suburbial, en el que desaparece gente y ocurren cosas extrañas relacionadas con unas inquietantes escaleras que aparecen en medio de la nada. |              |                                                               |                   |                                                     |                           |                      |
| 14 | 2            | «Father Time» «Padre tiempo»                                  | Arkasha Stevenson | Harley Peyton, Mallory Westfall y Angel Varak-Iglar | 14 de febrero de 2018     | 0,37                 |
| Alice recibe una invitación siniestra de la familia Peach, el clan que controlaba antaño la industria alimentaria de la zona, mientras Zoe comienza a comportarse de manera extraña.                                                                    |              |                                                               |                   |                                                     |                           |                      |
| 15 | 3            | «All You Ghost Mice» «Son todos ratones fantasmas»            | Arkasha Stevenson | Angela LaManna, Justin Boyd y Nick Antosca          | 21 de febrero de 2018     | 0,28                 |
| Alice tiene un terrorífico encuentro en un hospital prácticamente vacío por los recortes presupuestarios. Luke, Louise y Nathan juegan al ratón y el gato con Robert Peach.                                                                             |              |                                                               |                   |                                                     |                           |                      |
| 16 | 4            | «Alice in Slaughterland» «Alice en el país de los asesinatos» | Arkasha Stevenson | Harley Peyton                                       | 28 de febrero de 2018     | 0,25                 |
| Alice se enfrenta a su incipiente locura, mientras Zoe come con los Peach. |              |                                                               |                   |                                                     |                           |                      |
| 17 | 5            | «The Red Door» «La puerta roja»                               | Arkasha Stevenson | Nick Antosca, Justin Boyd y Mallory Westfall        | 7 de marzo de 2018        | 0,27                 |
| Zoe descubre que hay algo más viviendo en la casa de verano de los Peach. Alice va a buscarla y alcanza el punto de no retorno. |              |                                                               |                   |                                                     |                           |                      |
| 18 | 6            | «Sacrifice Zone» «La zona del sacrificio»                     | Arkasha Stevenson | Nick Antosca, Harley Peyton y Angela LaManna        | 14 de marzo de 2018       | 0,34                 |
| Zoe y Alice se enfrentan a la familia Peach. |              |                                                               |                   |                                                     |                           |                      |

### Cuarta temporada:The Dream Door(2018)
| N.º en serie | N.º en temp. | Título                                                   | Dirigido por | Escrito por                                                                         | Fecha de emisión original | Audiencia (millones) |
| --- | ------------ | -------------------------------------------------------- | ------------ | ----------------------------------------------------------------------------------- | ------------------------- | -------------------- |
| 19 | 1            | «Ashes On My Pillow» «Cenizas en mi almohada»            | E. L. Katz   | Nick Antosca                                                                        | 26 de octubre de 2018     | 0,32                 |
| Un descubrimiento inquietante incita a Jillian y Tom a sospechar que su nuevo hogar está obsesionado por secretos del pasado. |              |                                                          |              |                                                                                     |                           |                      |
| 20 | 2            | «Where Did You Sleep Last Night» «Donde dormiste anoche» | E. L. Katz   | Alexandra Pechman y Nick Antosca                                                    | 27 de octubre de 2018     | 0,32                 |
| Después de presenciar un asesinato, Jillian descubre secretos de su pasado; Tom se da cuenta de que está en peligro.          |              |                                                          |              |                                                                                     |                           |                      |
| 21 | 3            | «Love Hurts» «El Amor duele»                             | E. L. Katz   | Lenore Zion y Lisa Long                                                             | 28 de octubre de 2018     | 0,27                 |
| Jillian y Tom ambos quedan aterrados al revelan sus secretos y tratan de superar las devastadoras consecuencias.              |              |                                                          |              |                                                                                     |                           |                      |
| 22 | 4            | «Bizarre Love Triangle» «Extraño triángulo amoroso»      | E. L. Katz   | Historia por: Mallory Westfall y Isabella Gutiérrez Guion por: Mallory Westfall     | 29 de octubre de 2018     | 0,17                 |
| Mientras la vieja amiga de Jillian caza implacablemente a Tom, ella se une a un vecino para intentar salvarlo.                |              |                                                          |              |                                                                                     |                           |                      |
| 23 | 5            | «You Belong To Me» «Me perteneces»                       | E. L. Katz   | Angel Varak-Iglar y Justin Boyd                                                     | 30 de octubre de 2018     | 0,26                 |
| Ian hace un gran gesto que amenaza con separar a Jillian y Tom para siempre.                                                  |              |                                                          |              |                                                                                     |                           |                      |
| 24 | 6            | «Two of Us» «Dos de nosotros»                            | E. L. Katz   | Historia por: Nick Antosca y Isabella Gutierrez Guion por: Nick Antosca y Lisa Long | 31 de octubre de 2018     | 0,24                 |
| Jillian y Tom se dispusieron a derrotar a los demonios en su matrimonio de una vez por todas.                                 |              |                                                          |              |                                                                                     |                           |                      |

## Producción
En 2015, Syfy anunció que dio luz verde a una tanda de doce episodios para Channel Zero, los cuales se emitirían en dos temporadas de seis episodios. La primera temporada se centraría en el popular creepypasta Candle Cove y estaría basado en un guion escrito por Antosca. La segunda temporada se centraría en una historia nueva, también basada en un creepypasta o leyenda urbana. Universal Cable Production serviría como compañía de producción de la serie, con Landis y Antosca haciendo de productores ejecutivos de la serie.
Craig William Macneill fue elegido para dirigir la primera temporada de Channel zero en febrero de 2016. Paul Schneider y Fiona Shaw fueron confirmados como protagonista de la primera temporada de Channel zero en junio de 2016. Schneider interpretaría a Mike Pintor, un psicólogo cuyo hermano de gemelo fue desapareció hace años, cuando eran niños, y cuya madre, interpretada por Shaw, pasa de reticente a indulge en su deseo de investigar. Natalie Brown y Shaun Benson también fueron nombrados para interpretar la serie. La filmación empezó en Selkirk durante mayo de 2016 y terminó el 18 de julio , después de un rodaje de 46 días.
La temporada 2 se tituló No-End House. La filmación comenzó el 3 de septiembre de 2016 en Oakbank Manitoba, Canadá.

## Recepción
| Temporada | Temporada        | Recepción crítica | Recepción crítica |
| Temporada | Temporada        | Rotten Tomatoes   | Metacritic        |
| --------- | ---------------- | ----------------- | ----------------- |
|           | Candle Cove      | 86% (21 reseñas)  | 75 (5 reseñas)    |
|           | The No-End House | 100% (14 reseñas) | N/D               |
|           | Butcher's Block  | 100% (11 reseñas) | N/D               |
|           | The Dream Door   | 88% (8 reseñas)   | 75 (5 reseñas)    |

La primera temporada de Channel zero recibió generalmente comentarios favorables de los críticos, con un índice de 75 de 100 en Metacritic basado en 5 críticas. En Rotten Tomatoes tiene un índice de aprobación de 86% basado en 21 críticas, con un promrdio de 6,83/10. El consenso de los críticos del sitio dice: «Horripilante, inquietante y refrescantemente única, Channel zero: Candle cove se basa en temores de la infancia fácilmente identificables mientras se descascaran las capas de misterio de la espina dorsal».
La segunda temporada recibió críticas muy favorables de los críticos. En Rotten Tomatoes, tiene un índice de aprobación del 100% basado en 14 reseñas, con una calificación promedio de 8.4/10. El consenso crítico del sitio dice: «El misterio central de No End House es más fuerte y aterrador que el primero de Channel Zero, consolidando su estatus como una de las ofertas de terror más aterradoras de la televisión».
La tercera temporada tiene un índice de aprobación del 100% en Rotten Tomatoes según 11 reseñas, con una calificación promedio de 8.5/10. El consenso de los críticos del sitio dice: «Más espeluznante que nunca, Channel Zero: Butcher's Block ofrece los elementos perturbadores que exige un buen horror, con la ventaja adicional de una narrativa sólida».